# We Are Scientists
We Are Scientists (también abreviado como WAS) es una banda de rock radicada en Nueva York, formada en Claremont, California en el año 2000. Originalmente estuvo formada por Keith Murray (batería), Chris Cain (bajo) y Scott Lamb (voz y guitarra), después Michael Tapper se convirtió en el baterista y Keith pasó a ser el vocalista y guitarrista. El éxito de la banda llegó con su segundo álbum de estudio With Love and Squalor que vendió 100,000 copias en sus 6 primeros meses. Su segundo éxito fue su álbum Brain Thrust Mastery, que llegó hasta el puesto #13 en el UK Albums Chart, con dos de sus tres sencillos en el Top 40 ("After Hours" y "Chick Lit"). Su cuarto álbum, Barbara, fue lanzado el 14 de junio de 2010 en Reino Unido. Además, los integrantes de WAS, protagonizaron su propia serie de televisión, llamada Steve Wants His Money.

## Biografía
Keith Murray, Chris Cain y Michael Tapper se conocieron en los Claremont Colleges, unos centros de educación secundaria y universitaria de Claremont, California. En los distintos centros el trío comenzó a tocar en actuaciones. El nombre de la banda, We Are Scientists ("Somos científicos") surgió cuando los tres componentes se encontraban en un punto de alquiler de coches. El empleado, revisando la furgoneta que les había alquilado, les preguntó si eran científicos, a lo que ellos respondieron que eran músicos.
Tras terminar sus estudios, se marchan a Nueva York para dedicarse de lleno a la música. La escena neoyorquina les resultó ideal, ya que, como su propio líder afirma: «Es una ciudad en continua ebullición, cada día hay nuevas bandas, los conciertos son baratos... se pueden hacer muchas cosas. Antes de salir de gira ya habíamos actuado en todas las salas de la ciudad. Por eso nos mudamos allí»  (enlace roto disponible en Internet Archive; véase el historial, la primera versión y la última).. Una vez asentados en Brooklyn, que estaba en aquel entonces convirtiéndose en el punto de ebullición de la nueva escena musical neoyorkina post-punk e indie-garage-rock, se dedicaron a escribir canciones y se autoeditaron cuatro EP´s: Safety, Fun, and Learning (in that Order) y Bitchin' en 2002, In Action en 2003 y The Wolf's Hour en 2004. Estuvieron autopromocionándolos en radios universitarias y girando por cuenta propia a lo largo y ancho de Estados Unidos, hasta que tocaron en el prestigioso festival South by Southwest.
Tras su éxito en el festival Virgin les ofrece grabar With Love and Squalor. Además, Steve Lamacq de la BBC les ofrece grabar una sesión tras haberles visto en directo en dicho festival. En 2006 se pasean en prestigiosos festivales como el FIB o el NME, donde tocaron con grupos como Arctic Monkeys. También lanzaron un disco llamado Crap Attack, que contiene caras b.
En el noviembre de 2007, Michael Tapper dejó la banda para, según algunos rumores, «perseguir cosas nuevas», y más tarde, en marzo de 2008 sacaron su álbum Brain Thrust Mastery.
Mientras que Michael Tapper dejaba la banda, Max Hart, se unía a We Are Scientists como guitarra secundario y teclista. Con la salida de Michael, el grupo se vio obligado a buscar un nuevo batería: durante el 2008 probaron con varios candidatos, y el puesto fue para Adam Aaronson, aunque sólo estuvo ese año. En 2009, el grupo anunció a Andy Burrows (batería de Razorlight) como su nuevo batería.

## Música

### Influencias
Pavement, Modest Mouse, Grandaddy, Nirvana, Arctic Monkeys, Franz Ferdinand, y demás grupos de la escena alternativa de los 90. También, como Murray indica, "nos han influido más bandas actuales con las que hemos coincidido: Liars, TV on the Radio, Interpol, The Strokes. Todos tienen puntos en común pero son bandas muy diferentes"
A We Are Scientists se les ha preguntado en varias ocasiones por su estilo musical "tan británico" y por el gran éxito que tiene la banda en las islas británicas. "Es un fenómeno curioso que no hemos buscado y tampoco esperábamos, porque nosotros nos consideramos un grupo de Nueva York o como mucho de California, de donde provenimos, pero resulta que nuestro sonido parece más británico y es allí donde tiene salida. No nos importa, nos pasa como a Woody Allen, preferimos triunfar en Europa."

### Sonido y contenido
El trío define su sonido de la siguiente manera: “Te damos una hostia y luego como un enfermero te curamos. Estamos muy centrados en el pop, pero nos pasamos mucho tiempo tratando de deshacernos de esa misma vena pop . En su página web se autodefinen como un triple mohawk, o un vuelo de Nueva York a Los Ángeles con tres escalas.
El humor es algo presente en sus letras y en sus personas, sólo hace falta darse una vuelta por su página web, donde dedican una extensa parte a responder las preguntas más frecuentes realizadas por periodistas y fanes, de las que podemos extraer lo siguiente: “Uno de sus primeros conciertos en el patio de una pequeña Universidad al sur de California fue una locura. En el sentido en el que no había escenario y que Michael había escuchado las canciones sólo un par de veces, y la gran mayoría por vez primera ese mismo día por la mañana. La crítica y la gente presente considera este concierto como el mejor entre muchos, incluso se rumorea que hubo gente que se desmayó”. O: “Se conocieron porque uno de ellos estaba enamorado de otro y al final al coincidir los tres, la cosa terminó en un triángulo equilátero amoroso”. También: “Las ideas para sus canciones surgen de muchos lugares, de fragmentos inocuos de la vida diaria. Desde el sabor de un pastel, hasta la manera en la que un cachorrito se llena de barro en una charca, el sonido de una almohada mientras la secas con un secador de pelo, ese pequeño y nervioso sonido que hacen los cohetes mientras suben al espacio hasta que los ves que se salen de la atmósfera y los acabas perdiendo de vista”. Y por último “Definen a sus fans como gente lúcida con un maravilloso gusto”. Según la crítica “Una vez que los has escuchado, es increíblemente difícil sacártelos de la cabeza ”.

## Discografía

### Álbumes de estudio
- 2002: "Safety, Fun, and Learning (In That Order)"
- 2006: "With Love and Squalor"
- 2008: "Brain Thrust Mastery"
- 2010: "Barbara"
- 2014: "TV en Français"
- 2016: "Helter Seltzer"
- 2018: "Megaplex"
- 2021: "Huffy"
- 2023: "Lobes"
- 2025: "Qualifying miles"

### EP
- 2002: "Bitching!"
- 2003: "In Action"
- 2004: "The Wolf's Hour"
- 2010: "Rules Don't Stop"
- 2013: "Something About You/Let Me Win"
- 2013: "Business Casual"

### Compilaciones
- 2006: "Crap Attack"

### Sencillos
| Año  | Título                                     | Posiciones | Posiciones | Posiciones | Álbum                 |
| Año  | Título                                     | UK         | US         | US Mod     | Álbum                 |
| ---- | ------------------------------------------ | ---------- | ---------- | ---------- | --------------------- |
| 2005 | "Nobody Move, Nobody Get Hurt"             | 56         | –          | –          | With Love and Squalor |
| 2005 | "The Great Escape"                         | 37         | –          | –          | With Love and Squalor |
| 2006 | "It's a Hit"                               | 29         | –          | –          | With Love and Squalor |
| 2006 | "Nobody Move, Nobody Get Hurt" (relanzado) | 21         | –          | 41         | With Love and Squalor |
| 2008 | "After Hours"                              | 15         | –          | –          | Brain Thrust Mastery  |
| 2008 | "Chick Lit"                                | 37         | –          | –          | Brain Thrust Mastery  |
| 2008 | "Impatience"                               | 48         | –          | –          | Brain Thrust Mastery  |
| 2010 | "Rules Don't Stop"                         | 23         | –          | –          | Barbara               |
| 2010 | "Nice Guys"                                | 72         | –          | –          | Barbara               |